# Armstrong Whitworth F.K.3
Armstrong Whitworth F.K.3 byl britský jednomotorový dvouplošný průzkumný a bombardovací letoun z období první světové války.

## Vznik
Před vypuknutím první světové války byla firmě Armstrong Whitworth Aircraft zadána výroba víceúčelových dvouplošníků B.E.2c. Hlavní konstruktér Frederic Koolhoven po prostudování výkresů navrhl jednodušší a snadněji vyrobitelný letoun, který měl však obdobný výkon. Tento návrh byl schválen a na jaře 1915 vznikl prototyp s označením F.K.2. Následovala objednávka na sedm kusů. Trupem připomínal B.E.2c, pilot seděl na zadním sedadle a před sebou měl pozorovatele. Také ocasní plochy byly stejné. V červenci 1915 byl první stroj dodán ke zkouškám ve Farnborough, ovšem neuspěl a brigádní generál Hugh Trenchard[zdroj⁠?!] jej nedoporučil k užívání jednotkám Royal Flying Corps na francouzské frontě.
Ministerstvo války však již objednalo dalších 93 strojů a proto byla konstrukce změněna a letoun dostal označení F.K.3. Stroj byl rychlejší a měl větší dostup než B.E.2c, měl však i menší stoupavost a neunesl tolik jako jeho vzor.[zdroj⁠?!]

## Popis konstrukce
Letoun měl celodřevěnou kostru s plátěným potahem a tvar křídel a trupu se shodoval s F.K.2. Zcela nové byly ocasní plochy s vyváženým směrovým kormidlem a lichoběžníkové stabilizátory. Pilot seděl na předním sedadle a za ním byl prostor pro pozorovatele vybaven pomocným řízením. Mezi sedadly nebyl na horní straně trupu žádný potah, což umožňovalo lepší pohyb osádky. Zajímavostí byl podvozek, který měl hydraulické olejové tlumiče hlavních noh.
Stroj byl osazen vzduchem chlazeným vidlicovým osmiválcem RAF-1a o výkonu 67 kW (91 k). Pro nedostatek těchto motorů na jaře 1916 byly některé stroje vybaveny stejně uspořádaným[zdroj⁠?!] motorem Beardmore o 89 kW (122 k). Vrtule byla dřevěná čtyřlistá.
Výzbroj tvořil jeden pohyblivý kulomet Lewis ráže 7,7 mm v kabině pozorovatele.

## Použití
Jedinou bojovou jednotkou, která byla vybavena typem F.K.2 byla 47. peruť.[zdroj⁠?!] Později byla vybavena stroji F.K.3, s nimiž byla nasazena na soluňské frontě. Letadla zde sloužila jako víceúčelová k pozorování dělostřelecké palby, k průzkumu a hlídkování, ale i jako bombardovací pokud se odmontoval kulomet a byl nahrazen pumami.
Ostatní letouny sloužily celkem u čtrnácti záložních a cvičných perutí a několika leteckých škol převážně v Británii.

## Výrobce
Mateřská společnost Armstrong Whitworth Aircraft vyrobila 7 předsériových F.K.2 a 143 sériových F.K.3. Dalších 350 kusů F.K.3 pak vyprodukovala společnost Hewlett & Blondeau Ltd. v Lutonu.

## Uživatelé
- Bulharské carství
  - Bulharské letectvo – mezi podzimem 1917 a červnem 1918 užívalo ukořistěný exemplář No.6219 jako noční bombardér[3]
- Spojené království
  - Royal Flying Corps / Royal Air Force

## Specifikace (F.K.3 s motorem R.A.F.1a)

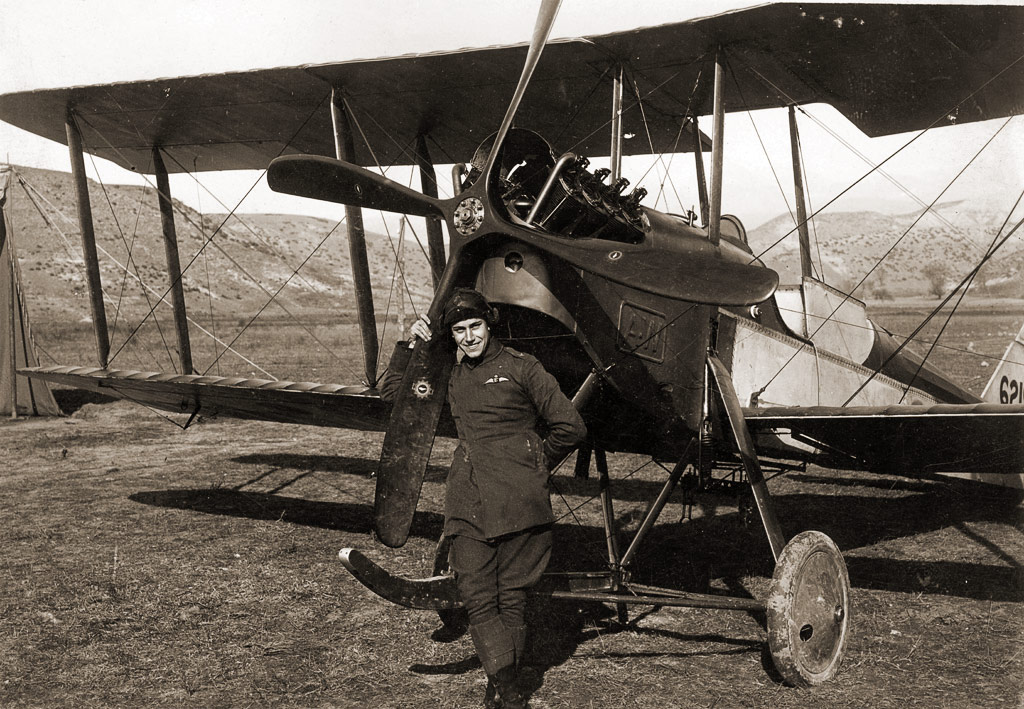
Armstrong-Whitworth FK3

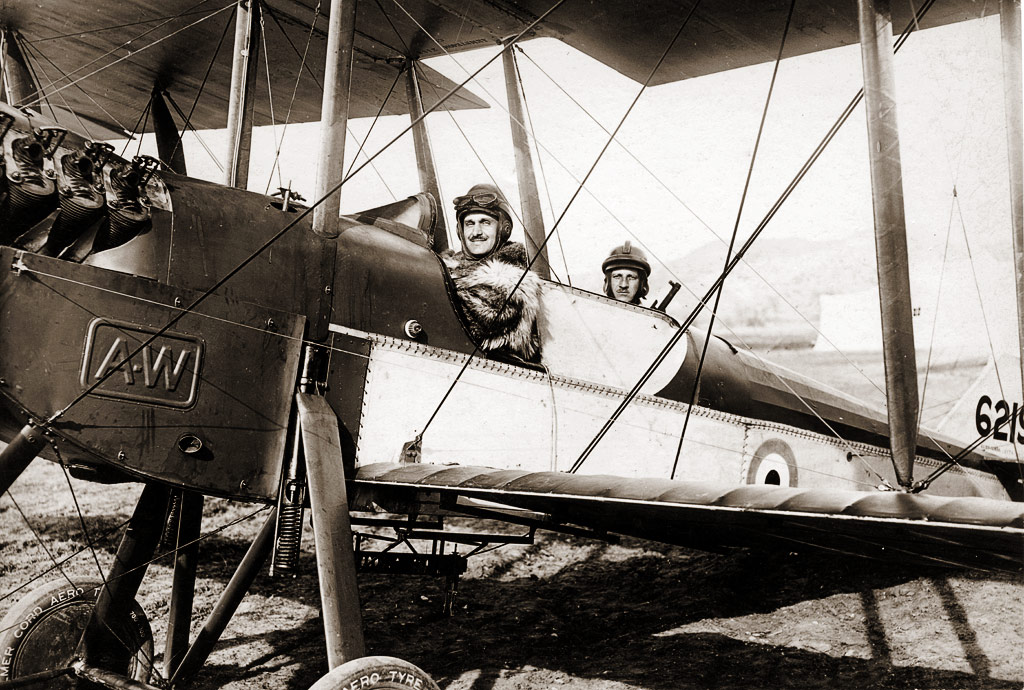
Armstrong Whitworth F.K.3

Údaje dle

### Technické údaje
- Osádka: 2 (pilot a pozorovatel)
- Rozpětí: 12,21 m
- Délka: 8,84 m
- Výška: 3,63 m
- Nosná plocha: 41,06 m²
- Hmotnost prázdného letounu: 628 kg
- Vzletová hmotnost: 932 kg
- Pohonná jednotka: 1 × osmiválcový vidlicový motor R.A.F.1a
- Výkon pohonné jednotky: 90 hp (67,1 kW)

### Výkony
- Maximální rychlost:
  - u země: 143 km/h
  - ve 2440 m: 130 km/h
- Výstup:
  - do 1525 m: 19 min
  - do 3050 m: 48 min 56 s
- Dostup: 3660 m
- Vytrvalost: 3 hodin

### Výzbroj
- 1 × pohyblivý kulomet Lewis ráže 7,7 mm[p 2]
- 1 × 100lb (45,4kg) nebo 112lb (50,8kg) puma pod trupem nebo
- 6 × 16lb (7,26kg) tříštivá puma na podkřídelních závěsnících